# Emine Kara
Emine Kara, (nome di battaglia  Evîn Goyî) (Hilal, 1º gennaio 1974 – Parigi, 23 dicembre 2022), è stata un'attivista e combattente curda, nata nel 1974 a Hilal, in Turchia, e morta il 23 dicembre 2022 a Parigi, in Francia. Con il nome di battaglia "Evîn Goyî", ha combattuto per trent'anni con il PKK.
Originaria del Kurdistan turco, fuggì dal paese nel Kurdistan iracheno dopo il massacro del suo villaggio nel 1994. Si unì alla causa curda nel 1988. Nel 2014, dalla regione autonoma del Rojava, prese parte alla lotta contro lo Stato islamico sotto la bandiera dell'YPJ. Ferita a Raqqa, nel 2019 si recò in Europa per le cure.
In Francia, partecipò alla costruzione del movimento curdo internazionale, in particolare presiedendo il Movimento delle donne curde in Francia. Venne uccisa durante l'attacco al Centro culturale curdo Ahmet-Kaya a Parigi.

## Biografia
Emine Kara nacque nel 1974 nel Kurdistan turco, a Hilal, nella provincia di Şırnak. Era la quarta figlia di cinque fratelli. La sua famiglia fuggì in Iraq nel maggio del 1994, dopo l'incendio e il massacro degli uomini del villaggio. Nel Kurdistan iracheno si fermarono per quattro anni nel campo profughi di Zakho e poi nel campo profughi di Makhmur, dove la sua famiglia viveva ancora nel 2022. Emine Kara insegnava curdo nei due campi.

### Impegno in Kurdistan
Impegnata nella causa curda dal 1988, Emine Kara combatté e fece campagna per trent'anni in Kurdistan, in tutte le regioni turche, irachene, siriane e iraniane. Nel 2014, come insegnante, entrò a far parte del Rojava, un'amministrazione autonoma formata nel Kurdistan siriano dal PYD, un partito vicino al PKK turco, durante la guerra civile siriana. Secondo la rivista francese Le Point, fu un'ausiliaria occasionale delle Unità di Protezione delle Donne (YPJ), il braccio armato femminile del PYD. Partecipò alla lotta armata contro lo Stato Islamico (IS), a Kobane e alla riconquista di Raqqa.

### Esilio in Francia
Ferita sul fronte di Raqqa, Emine Kara partì nel 2019, dopo la caduta dello Stato Islamico, per cercare cure in Europa, prima a Parigi, poi undici mesi in Germania per un intervento chirurgico, prima di tornare in Francia nel settembre 2020. Non parlava francese e lavorava come insegnante. Chiese asilo, ma la richiesta fu rifiutata dall'OFPRA (Office français de protection des réfugiés et apatrides) nel febbraio 2022 e confermata dal Tribunale nazionale per l'asilo ad agosto. Era previsto un ricorso in cassazione.
A Parigi continuò il suo impegno e diventò presidente del "Movimento delle donne curde in Francia" ed ebbe responsabilità internazionali. Secondo Libération, godette del riconoscimento e di un'aura di "eroina" all'interno della diaspora curda europea. Le Monde riferì anche che il suo lavoro militante guadagnò notorietà nei circoli femministi francesi. Durante gli ultimi mesi del suo mandato, si impegnò a sostenere il movimento iraniano dopo la morte di Mahsa Amini. Diversi attivisti curdi le attribuiscono la creazione o la divulgazione dello slogan Donna, Vita, Libertà, usato dal ramo femminile del BDP. Tra l'altro, lei partecipò all'iniziativa delle manifestazioni di sostegno organizzate a Parigi.

### Morte
Emine Kara fu uccisa il 23 dicembre 2022 a Parigi durante un attacco al Centro Culturale Curdo Ahmet-Kaya perpetrato da un uomo che si dichiarava razzista. Avrebbe dovuto partecipare a un incontro per preparare la marcia commemorativa in occasione del decimo anniversario del triplice omicidio degli attivisti del PKK Fidan Doğan, Sakine Cansız e Leyla Söylemez nel gennaio 2013 e rinviato all'ultimo momento. Altri due rifugiati politici curdi, Mîr Perwer, una cantante, e Abdulrahman Kizil furono uccisi. Tutti e tre sono considerati "martiri" curdi.
Diecimila persone provenienti dalla Francia e dall'Europa parteciparono ai funerali di Emine Kara il 3 gennaio a Villiers-le-Bel. Emine Kara fu sepolta pochi giorni dopo nel Kurdistan iracheno.